# دينيسي بوتير
دينيسي بوتير (بالإنجليزية: Dean Potter)‏ هو متسلق جبال أمريكي، ولد في 14 أبريل 1972 في نيوهامبشير في الولايات المتحدة، وتوفي في 16 مايو 2015 في منتزه يوسيميتي الوطني في الولايات المتحدة.

## وصلات خارجية
- دينيسي بوتير على موقع IMDb (الإنجليزية)
- دينيسي بوتير على موقع قاعدة بيانات الفيلم (الإنجليزية)
- دينيسي بوتير على موقع كينوبويسك (الروسية)